# Zentsūji, Kagawa
Zentsūji (善通寺市 Zentsūji-shi) là một thành phố thuộc tỉnh Kagawa, Nhật Bản.